# Amanhã (série de livros)
Amanhã é uma série de sete livros de drama escritos pelo escritor australiano John Marsden.Mesmo a série não tendo um título oficial, por convenção o nome foi tirado do primeiro livroː Tomorrow, When the War Began (Amanhã, Quando a Guerra Começou), lançado em 2008 no Brasil, e o último livro em 2011, todos pela Editora Fundamento. É uma série extremamente popular entre o público jovem australiano.

## Títulos
1. Tomorrow, When the War Began (1993) Amanhã, Quando a Guerra Começou (Editora Fundamento, 2008)
2. The Dead of the Night (1994) O Silêncio da Noite (Editora Fundamento, 2009)
3. The Third Day, the Frost (1995) No Terceiro Dia, a Geada (Editora Fundamento, 2009)
4. Darkness, Be My Friend (1996) Escuridão, Seja Minha Amiga (Editora Fundamento, 2009)
5. Burning for Revenge (1997) Vingança Em Chamas (Editora Fundamento, 2010)
6. The Night is for Hunting (1998) Quem Tem Medo da Noite? (Editora Fundamento, 2010)
7. The Other Side of Dawn (1999) O Outro Lado do Amanhecer (Editora Fundamento, 2011)

## Sinopse
A história é narrada com perspectiva em primeira pessoa pela jovem Ellie Linton, uma dos membros de um grupo de amigos que, depois de passarem alguns dias acampando no inóspito Inferno, uma depressão selvagem na mata, retornam à fictícia cidade rural de Wirrawee para descobrir que ela foi tomada por uma força militar não identificada. Ao descobrir seus animais mortos e seus pais, vizinhos e amigos prisioneiros de guerra na feira da cidade, eles decidem não se entregar, e lutam como conseguem contra esse inimigo aparentemente onipotente e onipresente. Conforme a história se desenrola, o autor mostra o efeito brutal que essa nova realidade passa a talhar na mentalidade e do caráter do grupo, que deixa de ser composto por simples jovens preocupados com coisas banais e passa a compor um grupo de guerrilheiros, que darão até a última gota de seu sangue para defender seu povo.
A nação invasora nunca é especificada no grupo, porém delimita-se que ela tem grande poder bélico e consegue tomar boa parte da Austrália em pouco tempo. Na verdade, não é possível relacionar tal nação com nenhuma outra existente na atualidade devido às suas características, talvez por intuito do próprio autor.
Embora originalmente a saga como um todo não tenha um nome definido, é popularmente conhecida por Amanhã, tirado do título do primeiro livro.

## Personagens
- Ellie Linton: É a personagem principal e narradora de toda a história. Ellie vem de uma família agricultora tradicional da região, e alegadamente adora sua vida na pequena cidade australiana. Conforme a história se decorre, Ellie revela uma personalidade extremamente humilde e amigável, embora os efeitos do cenário distópico nela são claramente perceptíveis. É uma garota leal e um dos membros mais fortes e corajosos de seu grupo, do qual acaba se tornando um dos líderes. Por esse motivo, ela tenta ao máximo esconder toda e qualquer fraqueza do resto do grupo. Ela possui uma relação instável com Lee.
- Corrie Mackenzie: É a melhor amiga de Ellie, e também quem sugeriu acampar no Inferno pela primeira vez. Revela uma personalidade muito carismática e também leal, se assemelhando à de sua melhor amiga. É a namorada de Kevin.
- Homer Yannos: Vizinho de Ellie desde a infância, é um garoto simples e seu amigo mais próximo. Mostra-se com um físico e uma personalidade muito fortes, o que, ao mesmo tempo que o transforma em um líder nato, também o faz entrar facilmente em conflito com outras grandes personalidades, a de Ellie principalmente. Apesar de sua descrita personalidade infantil pré-guerra, ele nunca perde o controle em situações de perigo e se mostra como alguém maduro e calculista durante boa parte da história, o que o transforma no melhor estrategista do grupo. Constrói lentamente uma relação improvável com Fi.
- Fiona (Fi) Maxwell: É a mais jovem do grupo e, como descrita pela narradora, a mais "delicada" fisicamente e psicologicamente. Vem de uma família de alta classe da pequena Wirrawee, é a que mais demora para se adaptar à situação. Apesar disso, se mostra extremamente forte quando a situação requer.
- Lee Takkam: Um jovem quieto, possui descendência asiática. Sua família possuía um restaurante asiático antes da invasão, onde Lee morava com eles. Durante a história, ele revela uma mentalidade fria e calculista, e, apesar de desenvolver uma clara tendência à violência devido à realidade que o circunda, é extremamente cabeça fria em momentos de tensão e tem ideias essenciais para a sobrevivência do grupo. Possui uma relação instável com Ellie.
- Robyn Matters: É a mais velha de todo o grupo. É a única personagem que possui crenças religiosas na série, e é descrita como uma pessoa extremamente atlética, o que a transforma em um membro valioso do grupo. Ao longo da história, se mostra a mais nobre entre os colegas.
- Kevin Holmes: É descrito como um jovem forte e vívido, porém é o menos corajoso do grupo. É infantil e medroso em algumas ocasiões, mas, após sua captura pelo exército inimigo, se torna alguém mais centrado e maduro. É o namorado de Corrie.
- Chris Lang: É um dos únicos habitantes que permaneceram na cidade durante a invasão e não foram capturados. Durante a história, revela uma personalidade desencanada e extremamente quieta, sendo um dos membros mais introvertidos do grupo. Frequentemente escreve poemas descrevendo seus sentimentos, e possui uma perigosa inclinação à drogas e bebidas alcoólicas.

## Depois de Amanhã (The Ellie Chronnicles)
Depois de Amanhã (The Ellie Chronnicles) é uma saga que dá continuação à história de Ellie Linton, mostrando como ela tenta se adaptar novamente ao mundo pós-guerra. Os dois primeiros livros já estão disponíveis em português, todos pela Editora Fundamento.

### Títulos

#### While I Live(2003)Enquanto Eu Viver(Editora Fundamento, 2014)
O primeiro livro das Crônicas de Ellie, Enquanto Eu Viver, foi lançado em 2003 na Austrália. Os pais de Ellie são mortos no início do livro, e conta as tentativas da mesma tentando manter a fazenda da família em funcionamento, afastar os "investidores" e as milícias inimigas que estão atravessando a fronteira para atacar os cidadãos australianos.

#### Incurable(2005)Incurável(Editora Fundamento, 2015)
Incurável é o segundo livro das Crônicas de Ellie, que continua com a luta de Ellie Linton para lidar com a vida sem seus pais e cuidar de Gavin. Incuráveis traz características mais proeminentes de Gavin do que no romance anterior. Ellie tenta obter a guarda legal de Gavin, o que resulta em alguns encontros desconfortáveis com as autoridades locais. Além de cuidar de Gavin, da fazenda e da escola, Ellie também participa de um ataque do grupo Libertação, um grupo guerrilheiro que está de contra as invasões estrangeiras, compostas de personagens originais como Homer e Lee, e novos personagens adicionados à história.

#### Circle of Flight(2006)A Fuga(Editora Fundamento, 2016)
O terceiro livro das Crônicas de Ellie, Circle of Flight, foi lançado em 1 de novembro de 2006 na Austrália. Conta a história de Ellie depois que Gavin é retirado da Fazenda Linton por soldados do outro lado da fronteira. Depois de receber pouca ajuda da polícia de Wirrawee, Ellie convida o grupo Libertação para ajudá-la a encontrar Gavin. O livro trata do relacionamento de Ellie com Jeremy, suas decisões sobre seu futuro, e a revelação da identidade de Scarlet Pimple. Até o final do livro, ela não só recupera a guarda de Gavin, como também reacende uma relação muito importante com Lee.

## Filmes
Em junho de 2009, a Screen Australia anunciou que iria financiar o desenvolvimento do filme para o livro Amanhã, Quando a Guerra Começou que teria o roteiro escrito e dirigido pelo roteirista Stuart Beattie (roteirista de Piratas do Caribe: A Maldição do Pérola Negra) e produzido por Andrew Mason. A produção do filme começou a ser preparada no final do ano de 2009. O filme foi lançado em 2 de setembro de 2010, mas até agora não há data para o lançamento no Brasil. Segundo o diretor de marketing do filme no Brasil, Giovane de Lopes Biscaia, houve alguns problemas quanto a dublagem do filme por consequência de palavras na qual não existe tradução satisfatória para a nossa língua, mas que após alguns meses esses problemas vão ser contornados, e o lançamento sul-americano do filme será concretizado. Já está disponível na Netflix, porém apenas legendado, mesmo sendo uma adaptação com vários cortes em cenas extremamente importantes do livro. Não se tem notícias de uma continuação do filme.